# 2024 au Vatican
Chronologie du Vatican
- 2020
- 2021
- 2022
- 2023
- 2024
- 2025
- 2026
- 2027
- 2028

Cette page concerne les évènements survenus en 2024 au Vatican  :

## Évènement
- 4 décembre : le Vatican se dote d'une nouvelle « papamobile »  à moteur électrique, première du genre pour le pape François[1]
- 15 décembre : visite du pape François à Ajaccio[2].